# Sixième circonscription de la préfecture de Kanagawa
La sixième circonscription de la préfecture de Kanagawa (神奈川県第6区, Kanagawa-ken dai-roku-ku) est l'une des vingt circonscriptions législatives que compte la préfecture de Kanagawa au Japon.

## Description géographique
Depuis 1994, la sixième circonscription de la préfecture de Kanagawa regroupe les arrondissements de Hodogaya et Asahi de la ville de Yokohama,.

## Députés
| Législature | Début de mandat | Fin de mandat | Député élu           | Parti politique | Parti politique |
| ----------- | --------------- | ------------- | -------------------- | --------------- | --------------- |
| 41e         | 1996            | 2000          | Motohisa Ikeda (ja)  |                 | PDJ             |
| 42e         | 2000            | 2003          | Motohisa Ikeda (ja)  |                 | PDJ             |
| 43e         | 2003            | 2005          | Isamu Ueda (ja)      |                 | Kōmeitō         |
| 44e         | 2005            | 2009          | Isamu Ueda (ja)      |                 | Kōmeitō         |
| 45e         | 2009            | 2012          | Motohisa Ikeda       |                 | PDJ             |
| 46e         | 2012            | 2014          | Isamu Ueda           |                 | Kōmeitō         |
| 47e         | 2014            | 2017          | Isamu Ueda           |                 | Kōmeitō         |
| 48e         | 2017            | 2021          | Yōichirō Aoyagi (ja) |                 | PDC             |
| 49e         | 2021            | 2024          | Naoki Furukawa (ja)  |                 | PLD             |
| 50e         | 2024            | -             | Yōichirō Aoyagi      |                 | PDC             |